# ロバート・M・ハンソン
ロバート・マレー・ハンソン（Robert Murray Hanson, 1920年2月4日 - 1944年2月3日）は、アメリカの海兵隊員。存命時の最終階級は中尉。名誉勲章受章者。
海兵隊エース・パイロットの一人で1943年後半からソロモン諸島の戦いの空戦に加わり、特に海兵隊第215飛行中隊（VMF-215）に所属していた1944年1月にはわずか17日間で20機もの日本機を撃墜し、同じ1944年1月に撃墜されて日本軍の捕虜となった「ブラック・シープ」海兵隊第214飛行中隊（VMF-214）の「パピィ」グレゴリー・ボイントンに代わるソロモン戦線のエース・パイロットに名を連ねたが、24歳の誕生日前日に戦死した。総確実撃墜機数は25機。25機撃墜の戦功が評価され、戦死後に名誉勲章を追贈された。
タレントのイーデス・ハンソンは妹、メゾジスト教会の宣教師アール・ドーチェスター・ハンソンは弟にあたる。

## 生涯

### 前半生
ロバート・マレー・ハンソンは1920年2月4日、イギリス領インド帝国のラクナウに、メソジストの宣教師として1916年以来ラクナウに赴任していたハリー・A・ハンソンとジーン・ハンソンの二男として生まれる。ハンソン家はラクナウでは比較的良い暮らしをしており、兄弟は交代でアメリカ本国の学校とインドの学校に通っていた。ロバートも中学校生活はボストンで、高等課程はインドに戻ってウッタラーカンド州にあるウッドストック校に進学した。インド時代のロバートは「野生児」そのものであり、ジャングルに分け入って探検したり、毒蛇に噛まれて自ら毒を吸い出すというきわどい芸当もやってのけた。ウッドストック校時代にはウッタラーカンド州主催のレスリング大会にヘビー級選手として出場し、優勝したこともあった。
1938年、ロバートは大学への進学のためアメリカ本国に戻るが、戻る手段は、インドから中東とヨーロッパ大陸を突っ切り、ロッテルダムまでの間は自転車を使った。途中の1938年3月13日にはウィーンで、アンシュルスにより入城するドイツ国防軍の軍勢を見物している。帰国後はミネソタ州セントポールのハムリン大学に入学し、大学ではアメリカンフットボールの選手として活躍。プライベートではナイトクラブのボディーガードやウェイターなどの職に就き、地元の新聞が「用心棒はマハラジャの親友」と書きたてるほど、セントポールではちょっとした有名人であった。大学在学中の1941年12月7日に真珠湾攻撃があってアメリカが第二次世界大戦に参戦し、当時のアメリカ中の大学生が続々と軍に志願するようになった。ロバートも卒業後の生活設計を特に考えていなかったこともあって海兵隊に志願し、1942年5月にマサチューセッツ州志願兵として海兵隊に入隊した。
入隊後、ロバートはブートキャンプでいじめを行う教官に我慢ができず、反抗して教官の腕を骨折させるという事件を起こし、成り行きによっては不名誉除隊も避けられなかったが、戦時で人材が欲しかったこともあってか不問に付された。このころ、ロバートに「ブッチャー（殺し屋）・ボブ」（Butcher Bob）という有難いかどうかわからないニックネームが与えられた。ひと波乱あったブートキャンプの期間が終わるとロバートは航空を志願し、テキサス州コーパスクリスティの航空基地で訓練ののち、1943年2月19日にパイロット免許を取得して少尉に任官した。やがてロバートはサンディエゴのカーニー・メサ海兵隊航空基地勤務を経て最前線へ出動することとなるが、その間に休暇をとって1939年8月28日にインドで生まれたイーデスと初めて対面する。ロバートはイーデスをかわいがり、ハンソン家では配給制でなかなか手出しできなかったステーキをそろえるなど団欒のひと時を過ごしたが、ロバートがボストン郊外ニュートンの自宅に帰るのはこれが最後であり、イーデスがロバートと対面したのも、結果的にこれが最初で最後となった。

### ソロモン戦線
1943年6月、ロバートはソロモンの戦線に到着し、パピィ・ボイントン率いる「ブラック・シープ」VMF-214に、経緯がはっきりしないが配属される。このころ、日米両軍はニュージョージア島の戦いが間近に迫ろうとしていた時期であった。VMF-214時代のロバートは8月6日あるいは16日にベララベラ島上空で1機、8月26日にブイン上空で1機の計2機確実撃墜をマークした、9月には中尉に昇進するが、10月に入って理由は不明ながらVMF-215に転属となった。
VMF-215に移ってからのロバートは、11月1日からのブーゲンビル島の戦いで上空掩護を担当する。タロキナ岬上陸に際してはVMF-215は零戦隊に護衛された九七式艦攻8機と交戦し、ロバートはそのうちの零戦2機と九七式艦攻1機を撃墜する活躍を見せたが、別の九七式艦攻の反撃を喰らって撃墜される。ロバートは助かって海上を漂流するが、やがて駆逐艦「シゴーニー」 (USS Sigourney, DD-643) に救助されて九死に一生を得る。ところが、VMF-215ではロバートを行方不明扱いにしており、ハンソン家にもそのように通報してあったが、本人が帰還したことで通報が取り消される一幕があった。この時点でのロバートは、5機撃墜でエースの末席にいるだけの存在であった。VMF-215は休養のため一時後方に下がることとなり、ロバートの1943年の戦いは終わった。
1944年、VMF-215は戦列に戻る。1944年に入って早々の1月3日、ロバートが最初に配属されたVMF-214のボイントンが日本軍に撃墜され、捕虜となってソロモン戦線から消えることとなった。そして、ボイントンに代わってエースとして台頭したのがロバートであった。ロバートは1月14日から1月30日までの間に6度の出撃で確実撃墜20機、不確実撃墜2機をマークし、ハイペースで撃墜スコアを挙げたことからVMF-215の同僚から薄気味悪がられるほどの存在となった。また、ボイントンとは違ってマスコミに注目されることもなかったが、むしろ注目されるには活躍期間があまりにも短かった。1944年2月3日、ラバウル攻撃に加わったロバートはニューアイルランド島セント・ジョージ岬を攻撃中に反撃を受け、撃墜されて海中に突入し戦死した。ロバートが、翌2月4日の24歳の誕生日を迎えることは永遠になかった。戦死後、ロバートは大尉に進級し名誉勲章と海軍十字章を追贈され、名誉勲章は8月に入って母ジーンに手渡された。
なお、ロバートは編隊戦闘を嫌っていたのか常に単独で戦闘を行い、部隊仲間でロバートが撃墜する場面を見届けた者は少なかった。

## 記録と栄誉
| 日付              | 場所         | 確実撃墜              | 不確実撃墜 |
| ----------------- | ------------ | --------------------- | ---------- |
| 1943年8月6日/16日 | ベララベラ島 | （不詳）：1           |            |
| 1943年8月26日     | ブイン       | （不詳）：1           |            |
| 1943年11月1日     | タロキナ岬   | 零戦：2 九七式艦攻：1 |            |
| 1944年1月14日     | ラバウル     | 零戦：5               |            |
| 1944年1月20日     | ラバウル     | 零戦：1               |            |
| 1944年1月22日     | ラバウル     | 零戦：2 三式戦：1     |            |
| 1944年1月24日     | ラバウル     | 零戦：4               | 三式戦：1  |
| 1944年1月26日     | ラバウル     | 零戦：3               | 零戦：1    |
| 1944年1月30日     | ラバウル     | 零戦：2 三式戦：2     |            |

### その他
ギアリング級駆逐艦の一艦「ハンソン」 (USS Hanson, DD-832) は、ハンソンを記念して命名された。また、1年の間に顕著な働きを見せたFA-18「ホーネット」配属の海兵隊飛行隊に対して、毎年「ロバート・M・ハンソン賞」が贈られている。一例として、2011年の受賞部隊は第232海兵戦闘攻撃飛行隊「レッド・デビルズ」、2012年の受賞部隊は第533海兵全天候戦闘攻撃飛行隊である。

### サイト
- "ロバート・M・ハンソン". Hall of Valor. Military Times. 2013年3月29日閲覧。
- "ロバート・M・ハンソン". Find a Grave. 2013年3月29日閲覧。
- “First Lieutenant Robert M. Hanson, USMCR, (1920-1944)” (英語). PEOPLE--UNITED STATES US Navy Heritage & History Command.   US Navy. 2013年3月29日閲覧。
- “The Ship - Robert Murray Hanson” (英語). USS HANSON 832.   usshanson832.org. 2013年3月29日閲覧。
- この記事はアメリカ合衆国政府の著作物であるDictionary of American Naval Fighting Shipsに由来する文章を含んでいます。 記事はここで閲覧できます。

### 印刷物
- 秦郁彦『第二次世界大戦航空史話』 上、中公文庫、1995年、71-91頁。ISBN 4-12-202694-6。